# Фея кукол (балет)
«Фея кукол» (нем. Die Puppenfee; изначально — «В магазине кукол», нем. Im Puppenladen) — одноактный балет, написанный австрийским композитором Йозефом Байером. Либретто написано Францем Ксавье Гаулем и балетмейстером спектакля Йозефом Хасрайтером. Премьера балета состоялась в Венском Придворном театре («Венская государственная опера») 4 октября 1888, хотя спектакль ставился и раньше — в начале апреля 1888 года во дворце принца Иоганна Лихтенштейна по случаю благотворительного мероприятия под протекторатом принцессы Полины Меттерних. В этой постановке под названием «В магазине кукол» (нем. Im Puppenladen) танцевали только аристократы. На сцене же первой исполнительницей заглавной партии была К. Пальеро. Балет был одним из самых популярных во второй половине 19 века, до сих пор регулярно ставится и очень популярен в немецкоязычных странах.

## История создания
Идея создания балета принадлежит Йозефу Хасрайтеру, венскому балетмейстеру, и его другу Францу Ксавье Гаулю, художнику, которые в начале 1888 года задумались о постановке развлекательного балета, местом действия которого был бы кукольный магазин, а персонажами — куклы, предстающие перед публикой как живые, очеловеченные существа. Хасрайтер и Гауль совместно написали либретто и, в поисках композитора, обратились к Йозефу Байеру, дирижёру Венского Придворного театра. Он уже был известен своей музыкой для балета «Венский вальс», которую написал несколькими годами ранее. Байеру идея нового балета понравилась сразу же, и он приступил к сочинению. Премьера 4 октября 1888 имела сенсационный успех, и впоследствии балет обошёл многие сцены Европы.

## Либретто

### Первая картина — лавка кукол
Перед зрителем раскрывается повседневная жизнь лавки, в которой торгуют заводными куклами: приказчики следят за порядком в магазине, хозяин занят своими делами — почтальон доставляет ему почту, рассыльный требует чаевых, приходит служанка с просьбой починить куклу господских детей. Хозяин лавки и главный приказчик заигрывают с ней.
В лавку заходит купец с женой и дочерью. Семья рассматривает игрушки, и внимание девочки останавливается на кукле «бебе». Мать пытается её отвлечь, но дочь настаивает на покупке и капризничает. Случайно мать задевает спусковой механизм другой куклы — воина в полном вооружении. Он приходит в движение, чем пугает её и дочку. Отбегая, они наталкиваются на чёртика в коробочке и пугаются ещё больше. Хозяин и приказчик приводят всё в порядок и интересуются у купца его выбором. Ознакомившись с прейскурантом, тот остаётся недовольным высокими ценами и просит сделать уступку. Хозяин отказывает и, рассерженный, возвращается к своим делам.
Внезапно появляется комиссионер с хорошей новостью: в лавку собирается зайти богатый англичанин с семейством. Он наверняка не станет скупиться. Действительно, на пороге появляются сэр Джемс Плумпетермир, леди Плумпетермир и дети: Боб, Дженни, Бетси и маленький Томми. Хозяин лавки приветствует их и приглашает присесть. Купеческое семейство присоединяется. Работники лавки по очереди показывают клиентам разных кукол. Правда, у первой — китайца — оказывается сломан механизм, но хозяину удаётся убедить англичан остаться и посмотреть остальных: тирольку, «бебе», китаянку, испанку, японку, негра, негритянку, паяца, поэта и швейцара. Кульминацией становится демонстрация великолепной Феи кукол. Англичанин сразу же объявляет, что покупает её. Оплатив товар и распорядившись о его доставке, он со своим семейством покидает лавку.

### Вторая картина — ночь в лавке
Лавка закрывается после рабочего дня: главный приказчик тушит огни и, уходя, запирает дверь на замок. Где-то городские часы бьют полночь. С последним ударом Фея кукол выходит из своей упаковки и взмахом волшебной палочки оживляет все остальные механические игрушки: помещение озаряется волшебным светом, всё приходит в движение, куклы начинают танцевать. Шум привлекает внимание главного приказчика и хозяина лавки, и они возвращаются проверить, что происходит, но всё успевает встать на свои места. Когда они окончательно уходят, куклы возвращаются к танцам и торжеству в честь прощания с Феей, которую они почитают как повелительницу. Когда ночь заканчивается и приближается утро, они снова занимают свои обычные места в магазине.

## Постановка братьев Легат и Леона Бакста
После успешной премьеры балет «Фея кукол» обошел многие сцены Австрии, Англии, Германии, Италии. Лёгкий сюжет, забавные сценки, музыка Йозефа Байера, поддерживающая характерный образ венского музыкального быта XIX века, напоминающая по стилю Франца Шуберта и Иоганна Штрауса — всё это послужило причиной успеха спектакля.
После успешного бытования балета в московском Большом Театре назрела необходимость адаптировать балет для Мариинского театра. Изначально премьера балета в Петербурге состоялась в Императорском Эрмитажном театре 7 февраля 1903 года в рамках одного из вечеров для царской семьи и её гостей. Художественное оформление спектакля было поручено Льву Баксту. Он принял решение изменить место и время действия сюжета, выбрав антураж Петербурга 50-х годов вместо современной ему Вены. Тесное сотрудничество с братьями Легат, Николаем и Сергеем, первоклассными танцорами и постановщиками, способствовало продуктивной работе. Художник чётко придерживался своей концепции: на декорациях была точь-в-точь передана настоящая архитектура Невского проспекта 40-50-х годов XIX века, а в поисках художественных решений для костюмов Бакст обращался и к коллекции народных игрушек Александра Бенуа. Позже на основе эскизов к ним был создан комплект из 12 цветных открыток для поклонников театральных работ автора. Декорации способствовали созданию сказочной и игрушечной картины за счёт использования оптических приёмов: в ночной сцене обстановка лавки была изображена крупнее, так что на её фоне артисты действительно выглядели, как ожившие куклы. Партитура тоже была изменена — в неё добавили номера с музыкой Чайковского, Рубинштейна, Дриго, Лядова и других композиторов. На сцене Императорского Эрмитажного театра премьерой дирижировал Рикардо Дриго, и балет «Фея кукол», вместе с представленной в тот же день французской пьесой «Permetez madame», произвёл на императора хорошее впечатление. Спустя девять дней балет был представлен на самой сцене Мариинского театра. Таким образом, спектакль стал блетмейстерским дебютом для братьев Легат и блестящим началом театральной карьеры известного художника Льва Бакста. Его сценография вошла в историю русского балета. «Фея кукол» имела большую популярность и оставалась в репертуаре Мариинского до 1925 года. Па-де-труа на музыку Рикардо Дриго, которое исполняли Фея кукол и два Пьеро в кульминации спектакля, — единственный номер в оригинальной постановке братьев Легат, сохранившийся до наших дней.
Спектакль был восстановлен в 1989 году Константином Сергеевым, художественным руководителем Ленинградского хореографического училища, для его воспитанников. Сергеев видел этот балет и даже исполнял партию одного из Пьеро в 1929 г в спектакле Передвижного коллектива под руководством Иосифа Кшесинского. По существу, это новая постановка по мотивам хореографии братьев Легат, но использование декораций и костюмов по эскизам Бакста приближает её к оригиналу. Согласно либретто этого спектакля, бал оживших кукол — сон мальчика, работающего в лавке на посылках, случайно запертого на ночь в магазине. В 1990 году по этой постановке был снят фильм-балет студией Лентелефильм.

## История постановок
- 20 февраля 1897 г — Москва, Большой театр, Москва. Балетмейстер — И. Мендес, художник — К. Ф. Вальц, дирижёр — С. Я. Рябов. Артисты балета, участвовавшие в постановке: А. А. Джури в роли Феи кукол, В. Е. Поливанов — Хозяин лавки, А. И. Лащилин — Главный приказчик, И. Е. Сидоров — Джемс Плумпетермир, А. И. Мендес — Кукла-Барабанщица, Е. А. Шарпантье — Кукла-Японка, Д. И. Мендес — Кукла-Бебе, Е. В. Красовская — Русская кукла, М. П. Дьяк — Кукла-Испанка, В. И. Пукирева — Кукла-Китаянка, Л. М. Востокова — Кукла-Француженка.
- 1900 г — возобновление в московском Большом Театре. Балетмейстер — И. Н. Хлюстин.
- 1903 г — Санкт-Петербург, Мариинский театр (см. выше). Балетмейстеры — Н.Г. и С. Г. Легат, художник — Л. С. Бакст, дирижёр Дриго. Роли исполнялись следующими артистами балета: Фея кукол — М. Ф. Кшесинская (позднее эту роль также исполняли В. А. Трефилова, О. И. Преображенская, Т. П. Карсавина, Э. И. Билль и Е. А. Смирнова), Хозяин лавки — С. Ф. Гиллерт, Главный приказчик — П. А. Гердт, Джемс Плумпетермир — Н. С. Аистов, Кукла-Бебе — О. И. Преображенская, Кукла-Испанка — А. П. Павлова, Кукла-Китаянка — А. Я. Ваганова , Кукла-Француженка — О. С. Чумакова, Кулка-Японка — В. А. Трефилова, Паяц — Н. Г. Сергеев, два Пьеро — С. Г. Легат и М. М. Фокин (последний заменил на премьере Н. Г. Легата, танцевавшего эту роль на сцене Эрмитажа, но позже заболевшего).
- 1905 г — Лондон, Театр Империи[англ.]. Балетмейстер — К. Ланнер
- 1914 г — гастрольная труппа А. Павловой (балет шёл под названием «Волшебные куклы»). Балетмейстер — И. Н. Хлюстин.
- 26 апреля 1925 — поставлен силами учащихся Московского хореографического училища, под названием «Волшебница кукол». Балетмейстеры — A.M. Meccepep и Е. И. Долинская
- 1930 г — Милан, Театр «Ла Скала». Балетмейстер — Г. Крёллер.
- 1891 г — Варшава, «Театр Вельки». Балетмейстер — И. Менье, В. Легрен[8]
- 1966 г — Ленинград, Театр музыкальной комедии. Поставлен в сценографии Н. П. Сахновской, по мотивам оригинального спектакля И. Хасрайтера и Ф. Гауля — в двух актах, с дополнением музыки И. Штрауса, Р. Е. Дриго, А. К. Лядова. Балетмейстер — Р. И. Гербек, художник — А. А. Шелковников, дирижёр — И. Б. Пискарёв. Исполнители: хозяин лавки — В. Н. Кашкан, куклы — И. А. Афанасьева, И. А. Одинцова, И. Л. Шлионская, М. Я. Волкова, И. М. Левенталь, И. Г. Сидельская, В. Н. Ланин, Б. П. Смирнов, Е. И. Чулкова, В. А. Курчин, Л. Г. Барышев, И. С. Головина, М. Л. Куклева, В. Г. Травкин.